# Chauliodus macouni
Chauliodus macouni és una espècie de peix de la família dels estòmids i de l'ordre dels estomiformes.
És present des del Mar de Bering
fins al Japó
i des del Golf d'Alaska
fins al Golf de Califòrnia.
Els mascles poden assolir 25,4 cm de longitud total.
És un peix marí i d'aigües profundes que viu entre 25-4.390 m de fondària.
Menja petits crustacis planctònics, cucs i peixos.
A Rússia és depredat per Gadus macrocephalus
i Bathyraja matsubarai.
És ovípar amb larves i ous planctònics.